# 권율장군 이치대첩비
권율장군 이치대첩비(權慄奬軍 梨峙大捷碑)는 대한민국 충청남도 금산군 진산면에 있는, 임진왜란 때 권율 장군이 승리로 이끈 이치대첩을 기념하고 있는 비이다. 1984년 5월 17일 충청남도의 문화재자료 제25호로 지정되었다.

## 참고 자료
- 권율장군 이치대첩비 - 국가유산청 국가유산포털